# Hyundai Genesis Coupe
El Hyundai Genesis Coupé es un automóvil deportivo que el fabricante surcoreano Hyundai Motor Company lanzó al mercado a principios del año 2009. Según Hyundai, el Genesis Coupé no reemplaza al Hyundai Coupe, sus principales rivales son el Ford Mustang, el Honda S2000 y el Nissan 370Z.

## Preproducción
El modelo se presentó como prototipo en el Salón del Automóvil de Los Ángeles de 2007, y la versión de producción se estrenó en el Salón del Automóvil de Nueva York de 2008. Es el primer automóvil de Hyundai con 306 HP (228 kilovatios) de potencia máxima.
En su lanzamiento, el Genesis Coupé se ofrece con carrocería coupé y con dos motores de gasolina: un cuatro cilindros en línea de 2.0 litros de cilindrada con turbocompresor y 210 HP (157 kilovatios) de potencia máxima (2.0L Turbo GDI (G4KH) ) ; y un motor V6 de 3.8 litros y 306 HP (228 kilovatios) de potencia máxima (3.8L (G6DA/G6DK)). A su vez, tiene una caja de cambios manual de seis marchas y una automática de cinco o seis marchas. En Europa montaba pinzas de freno Hyundai, con discos de freno de alto rendimiento perforados con un diámetro de 345mm delante y 314mm detrás y como opción en Europa, pinzas de freno Brembo con discos de 340mm delante y 330mm detrás. Hyundai también ofrecía como opción asientos semibaquet deportivos de Recaro que ofrecían una sujeción superior. Todas las versiones en España venían con autoblocante trasero. La plataforma del Genesis Coupé es la misma del Hyundai Genesis Sedan, más adelante se implantaron en la gama los motores V6 T-GDI con turbo. 
El Hyundai Genesis Coupé es un modelo especial porque ha sido la punta de lanza de Hyundai en su aventura y desarrollo de vehículos deportivos  hasta la actualidad.
El Genesis coupé fue el comienzo de la puesta en serio de Hyundai por los coches de alto rendimiento, seguido por todos los modelos actuales de la serie N y por supuesto los Genesis Sedan v6 biturbo y los Kia Stinger V6 biturbo, que comparten misma plataforma.
Con una longitud de apenas 4,6 m (181,1 pulgadas) y una silueta deportiva, el Hyundai Génesis Coupé no puede negar su faceta lúdica. Esto le hace pecar en otros apartados prácticos, como el espacio disponible en las plazas traseras o la capacidad de su maletero. Pero son detalles menores que su futuro propietario pasará por alto, pues para ello, incluso en la misma marca, existen otras opciones más racionales y cómodas.
La muestra de su espíritu se hace evidente al hablar de sus mecánicas, ambas de gasolina. El escalón de acceso es un motor de dos litros de cilindrada (2.0T) con 210 HP (157 kilovatios), al que sigue el RS3800 (3.8) V6 de casi cuatro litros de cilindrada y cuya potencia escala hasta los 306 HP (228 kilovatios). Con ambas mecánicas, las prestaciones están aseguradas. A sus mandos, el comportamiento no deja lugar a dudas. Y no es únicamente por la potencia que desarrollan los dos propulsores con los que está disponible, sino por detalles como el ajuste de su pétrea suspensión, la altura del puesto de conducción o la rapidez de su dirección. De nuevo, el lado práctico y cómodo queda a un lado para apostar por un espíritu más radical y atrevido. El toque final a este planteamiento lo pone su diferencial autoblocante, que permite a las ruedas traseras girar solidariamente cuando pierden tracción, lo que convierte su comportamiento en excitante y delicado a partes iguales.
Para los modelos 2013 en adelante el Genesis Coupé tuvo cambios estéticos leves, pero a nivel mecánico mejoró bastante respecto a sus modelos anteriores. 
La versión 2.0T incrementó su potencia de 210 HP (157 kilovatios) a tener 274 HP (204 kilovatios)
La versión 3.8 V6 incrementó su potencia de 306 HP (228 kilovatios) a 348 HP (260 kilovatios)

## Características
- En cuanto al aspecto dinámico, se considera un coupé de la vieja escuela, en el límite de un deportivo y un gran turismo. Con un comportamiento muy noble y fácil de llevar, en general es similar a vehículos como 350z, 370z, M3, RX8. Destaca sobre todo la frenada, con unas pinzas de doble pistón con las que va sobrado.

- Sin compromisos: El apartado más criticable de su interior es el espacio en las plazas traseras, especialmente en altura, que condiciona su utilización. También en las plazas delanteras la altura es justa, condicionada por el techo solar. Una persona alta de unos 188cm entra justo.

- Imagen deportiva: Aunque el Génesis sigue conservando un innegable aire de familia, las formas bulbosas del anterior Coupé, especialmente de la primera generación, dejan paso a una imagen más atrevida y atractiva.

- Edición limitada: Esta placa identificativa situada en el marco de la puerta del copiloto acredita la exclusividad del Hyundai Génesis Coupé, del que únicamente llegarán 120 unidades a nuestro mercado.de 19 pulgadas de diámetro, climatizador, sensores de lluvia y aparcamiento, que en la versión V6 lo es aún más gracias a la incorporación de otros extras como el techo solar, los asientos con regulación eléctrica, o el equipo de sonido de alta fidelidad fabricado por Infinity. Curiosamente, el V6 cuenta con un iPad de Apple como manual de instrucciones. De hecho, el equipamiento de serie es tan amplio que las opciones para hacerlo más personal se reducen prácticamente a la elección del color de carrocería, entre cinco disponibles, y la tapicería.

- Datos: Q483491
- Multimedia: Hyundai Genesis Coupe / Q483491